# Improbable (X-Files)
Pour les articles homonymes, voir Improbable (homonymie).
Improbable (Improbable) est le 13e épisode de la saison 9 de la série télévisée X-Files. Dans cet épisode, Scully, Doggett et Reyes sont sur les traces d'un tueur en série qui semble utiliser la numérologie pour choisir ses victimes.
Écrit et réalisé par Chris Carter, l'épisode fait appel à des chansons de Karl Zéro, et aborde les thèmes du destin et du Libre arbitre. Burt Reynolds est invité à interpréter un rôle important dans l'épisode après avoir exprimé le souhait de jouer dans la série. La tagline habituelle du générique change pour cet épisode, qui a été globalement bien accueilli par la critique.

## Résumé
Monica Reyes découvre que quatre meurtres de femmes, trois ayant eu lieu deux ans auparavant et un très récent, sont reliés entre eux par la numérologie. Alors qu'elle explique sa théorie à une Scully sceptique, cette dernière remarque un autre lien en examinant les photographies des victimes : une marque laissée par la bague du tueur sur leurs visages. Reyes demande à Vicki Burdick, une voyante, de faire une étude numérologique des victimes et, peu après, deux autres meurtres récents sont reliés aux quatre précédents car les victimes ont la même marque. Pendant ce temps, Wayne, le tueur, rencontre à deux reprises un homme mystérieux qui tente de façon cryptique, et en vain, de le dissuader de commettre d'autres meurtres.
Alors que la numérologue appelle Reyes pour lui faire part d'une découverte qu'elle a faite, Wayne fait irruption chez elle et la tue. Alors que Reyes comprend que la numérologue avait les mêmes nombres karmiques que la victime précédente, Doggett étudie la disposition formant un six des meurtres sur une carte. En retournant au bureau de Vicki Burdick, Reyes et Scully croisent le tueur. Scully reconnaît la marque de sa bague, et le tueur s'enfuit. Reyes et Scully le poursuivent et arrivent dans un parking souterrain juste au moment où une voiture en sort, le portail se refermant juste devant les deux agents.
Enfermées dans le parking, Reyes et Scully rencontrent l'homme mystérieux. Celui-ci prétend être venu jouer aux dames et n'a pas la combinaison du portail. Pour passer le temps, Reyes et Scully jouent aux dames avec lui. En avisant les couleurs des pions, rouge et noir, Reyes comprend que le tueur choisit à chaque fois un trio de victimes dont la couleur de cheveux est différente et que Scully et elle pourraient bien être les deux prochaines. Se demandant si la voiture qui est partie était bien celle du tueur, elles fouillent le parking. Reyes est attaquée par le tueur mais Doggett arrive à ce moment et le tue. Le six de la carte vu à l'envers formait un neuf, pour neuf meurtres, et Doggett en a déduit l'endroit où le tueur comptait faire ses deux dernières victimes. Reyes et Scully s'aperçoivent alors que l'homme mystérieux a disparu.
La dernière scène de l'épisode est musicale et présente une fête se déroulant dans le quartier italien de la ville. La vue devient alors aérienne et révèle que les lumières du quartier représentent le visage de l'homme mystérieux.

## Distribution
- Gillian Anderson : Dana Scully
- Robert Patrick : John Doggett
- Annabeth Gish : Monica Reyes
- Burt Reynolds : Mr Burt
- Ray McKinnon : Wayne
- John Kapelos : l'agent Fordyce
- Ellen Greene : Vicki Burdick

## Production

### Préproduction
Chris Carter décide d'écrire un épisode humoristique, expliquant qu'ils sont importants pour la série, particulièrement pendant cette très sombre neuvième saison, car ils permettent d'alléger la tension. Au sujet de la numérologie, Carter déclare qu'elle « joue un rôle dans nos vies, mais qu'elle est ici utilisée pour illustrer l'idée des modèles de comportement, de la façon dont les nombres gouvernent à la fois l'univers et nos vies, et de notre capacité à résoudre les mystères de la vie ».
Burt Reynolds avait précédemment exprimé devant Robert Patrick son désir de jouer dans un épisode de X-Files. Quand Robert Patrick répercute cette information à Chris Carter, celui-ci réagit avec enthousiasme. Il décide d'écrire lui-même l’épisode dans lequel Reynolds apparaîtra car l'acteur est l'une de ses idoles de jeunesse. Carter choisit d'engager Ellen Greene pour interpréter la numérologue car il la connaît depuis le film La Petite Boutique des horreurs (1986), qu'il a vu deux fois au cinéma. Le nom de son personnage, Vicki Burdick, est celui d'une camarade de classe de Carter au lycée.

### Tournage
La scène entre Ellen Greene et Annabeth Gish est l'une des plus difficiles à tourner, prenant une « longue journée » de travail qui est allégée par la bonne humeur constante d'Ellen Greene. Annabeth Gish déclare par la suite que ses lignes de dialogue dans l'épisode étaient particulièrement ardues à retenir en raison de toutes les références faites à la numérologie et à la théorie unifiée de la physique. Robert Patrick se souvient pour sa part que Burt Reynolds a pris beaucoup de plaisir à jouer dans l'épisode. La tagline habituelle du générique, The Truth Is Out There, est remplacée pour cet épisode par Dio ti ama (« Dieu t'aime » en italien). La fonction de producteur délégué de Chris Carter est elle aussi traduite en italien dans le générique de fin d'épisode.
Le dernier plan de l'épisode, dans lequel le visage de Burt Reynolds se superpose à la vue aérienne de la ville, est créé numériquement par le superviseur des effets spéciaux Mat Beck. Un plan en zoom arrière de la fête italienne est d'abord filmé depuis une grue située à plus de trente mètres de hauteur. Un panorama urbain ressemblant au visage de Burt Reynolds est ensuite créé par infographie. Les deux images sont alors superposées et un effet de flou est ajouté pour rendre le tout plus crédible. Une version alternative de la scène avec le visage de Chris Carter à la place de celui de Burt Reynolds a également été conçue.
Huit extraits de chansons de l'album de Karl Zéro Songs for cabriolets y otros tipos de vehiculos (2000) figurent dans l'épisode. En effet, Karl Zéro se trouve à Los Angeles en décembre 2001 et est invité par une station de radio qui passe à l'antenne plusieurs chansons de l'album. Chris Carter, qui fait partie des auditeurs, achète l'album le lendemain. Carter trouve que cette musique, tellement « géniale et excentrique », s'accorde parfaitement avec l'ambiance de l'épisode et en obtient les droits.

## Accueil

### Audiences
Lors de sa première diffusion aux États-Unis, l'épisode réalise un score de 5,2 sur l'échelle de Nielsen, avec 8 % de parts de marché, et est regardé par 8,6 millions de téléspectateurs.

### Accueil critique
L'épisode a reçu dans l'ensemble des critiques favorables. Erin McCann, du Guardian, le classe parmi les 13 meilleurs épisodes de la série, voyant en lui « l'une des rares lueurs d'espoir » des deux dernières saisons. Le site Le Monde des Avengers évoque « un épisode décalé de la meilleure eau » et « étonnant d’audace » qui bénéficie d'une « narration très fluide et dynamique, habilement soulignée par des effets de caméras déstabilisants et un jeu intelligemment accentué des comédiens pour souligner la bizarrerie de l’histoire », le clou de l'épisode demeurant « la participation de Burt Reynolds en divinité mystérieuse et souriante ».
Dans leur livre sur la série, Robert Shearman et Lars Pearson lui donnent la note de 4/5, mettant en avant « le brio de la mise en scène de Chris Carter », qui permet au téléspectateur de voir l'épisode « du point de vue de Dieu », ainsi que l'interprétation « taquine et séduisante » de Burt Reynolds. Ils écrivent en conclusion que l'épisode « n'est pas aussi intelligent qu'il pense l'être mais qu'il demeure plutôt futé ». Todd VanDerWerff, du site The A.V. Club, lui donne la note de B+, évoquant « l'un des épisodes les plus bizarres » de la saison, qui joue à bon escient la carte de l'humour et peut compter sur la présence d'invités qui le tirent vers le haut, Burt Reynolds en tête mais aussi Ellen Greene et Ray McKinnon. Le « principal reproche » qu'il a à lui faire est l'intervention juste au bon moment de Doggett à la fin de l'épisode qui est trop artificielle et opportune.
Pour John Keegan, du site Critical Myth, qui lui donne la note de 6/10, l'épisode est plutôt amusant et est une réussite sur le plan du style mais le temps passé à se consacrer à cet élément se fait au détriment de l'intrigue et du traitement des personnages, ce qui est « assez décevant ».

## Analyse
L'épisode évoque la question du destin et du Libre arbitre. Mr Burt, la représentation de Dieu, essaie d'infléchir Wayne, le tueur, tout au long de l'épisode en lui parlant mais sans pouvoir intervenir directement car il est limité par le libre-arbitre de Wayne. Comparant la vie à un jeu de cartes, Mr Burt lui explique que le destin est la main que nous recevons au départ mais que c'est nous qui avons la liberté de choisir comment nous allons jouer cette main. C'est seulement en distillant des indices à destination de Scully, Doggett et Reyes que Mr Burt intervient indirectement pour arrêter Wayne.
Pour Chris Carter, la main de départ que tout le monde tire est déterminée par la génétique, laquelle joue le rôle du destin. Ce sont les outils que nous devons utiliser dans nos vies mais nous pouvons le faire de manières diverses. Wayne a tiré de mauvaises cartes et agit selon ses mauvais instincts mais ce n'est pas une fatalité. Burt/Dieu tente par deux fois de le lui expliquer. La première fois, il compare la vie à un jeu dont il a créé les règles. Il sait comment gagner ou perdre à ce jeu de la vie mais il ne peut lui-même y prendre part. La deuxième fois, il joue au bonneteau avec Wayne, les trois cartes du jeu étant une référence à la crucifixion de Jésus entouré par les deux larrons.